# Leili
Leili (Georgisch: ლეილი) is een vulkaan van 3157 meter boven zeeniveau in het Dzjavachetigebergte van de Kleine Kaukasus. De berg ligt op de Georgisch-Armeense grens, waar de grenzen van de Georgische regio's Samtsche-Dzjavacheti en Kvemo Kartli en de Armeense provincies Lori en Sjirak bij elkaar komen. De Leili is de een na hoogste berg van het Dzjavachetigebergte.